# Theodor von Sickel

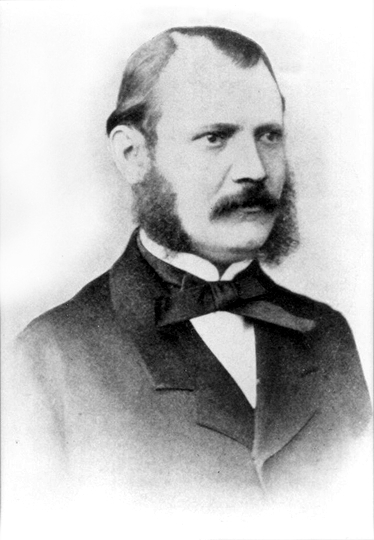
Theodor Von Sickel 1826-1908

Theodor Von Sickel (18 de diciembre de 1826, Aken, Prusia - 21 de abril de 1908, Merano, Austria) fue un historiador alemán. Se especializó en la historia de la Europa Medieval y es considerado el fundador de la diplomática moderna (método crítico para determinar la autenticidad de documentos).

## Biografía
En 1855 obtuvo un doctorado en la Universidad de Halle y procedió con sus estudios en el École Nationale des Chartes en París. En 1857 se vuelve docente de la Universidad de Viena y de 1869 a 1891 se le nombra director del Instituto de Investigación de Historia Austriaca (Institut für Österreichische Geschichtsforschung), especializándose en paleografía, cronología y diplomática.
En 1875 acepta ser miembro de Monumenta Germaniae Historica y de 1897 a 1908 es presidente de la Academia de Ciencias de Baviera.